# Zoula
Zoula – mała wioska w Gabonie, położona w prowincji Ogowe-Ivindo w połowie drogi pomiędzy Mékambo i Mazingo.